# Flugunfall einer Boeing 707 der Omega Air 1990
Der Flugunfall einer Boeing 707 der Omega Air ereignete sich am 20. September 1990, als eine ausrangierte Boeing 707-321B, die ihren letzten Flug zum Ausschlachten auf der Davis-Monthan Air Force Base in Tucson, Arizona antreten sollte, beim Start vom Pinal Airpark verunglückte. Bei dem Unfall kam ein Mensch ums Leben. Im Zuge der Flugunfalluntersuchung stellte sich heraus, dass die verunglückte Maschine bereits teilzerlegt und nicht lufttüchtig gewesen war.

## Hintergrund
Der Betreiber Omega Air Inc. war ein Unternehmen, das durch die Brüder Ulick und Desmond McEvaddy im Jahr 1980 gegründet worden und auf den Handel mit Flugzeugrümpfen und Ersatzteilen für die Boeing 707 spezialisiert war. Das Unternehmen ging 2001 schließlich in der Omega Aerial Refueling Services auf.
Die Boeing 707-321B, mit der der Überführungsflug durchgeführt werden sollte, gehörte zu einer größeren Charge an ausrangierten Maschinen der Typen Boeing 707 und Boeing 720, die die United States Air Force gekauft hatte. Insbesondere die Triebwerke und Triebwerkspylone sollten für Maschinen der United States Air Force (USAF) weiterverwendet werden. Hintergrund war, dass dieser Flugzeugtyp nach seiner Produktionseinstellung als ziviles Verkehrsflugzeug noch viele Jahre, bis ins Jahr 1991 hinein, als Militärmaschine weitergebaut worden war und in großen Stückzahlen durch die United States Air Force betrieben wurde und die USAF Lagerbestände an Ersatzteilen für die in Betrieb befindlichen Maschinen anlegte.

## Flugzeug
Bei der eingesetzten Maschine handelte es sich um eine ausrangierte Boeing 707-321B, die als 783. Maschine der Baureihe 707/720 mit der Werksnummer 20028 gefertigt wurde und am 6. Februar 1969 mit dem Luftfahrzeugkennzeichen N891PA und dem Taufnamen Clipper Gem of the Ocean erstmals auf die Pan American World Airways zugelassen worden war. Von August 1976 bis Juni 1982 war die Boeing anschließend bei der BWIA West Indies Airways in Betrieb und war danach noch auf drei weitere Besitzer zugelassen, ehe sie am 8. September 1990 auf die Omega Air Inc. registriert wurde. Das vierstrahlige Langstrecken-Schmalrumpfflugzeug wurde von vier Turbojettriebwerken des Typs Pratt & Whitney JT3D-3 angetrieben. Die Maschine hatte eine kumulierte Gesamtbetriebsleistung von 34.965 Betriebsstunden.

## Besatzung
Für den Flug hatte eine dreiköpfige Besatzung, bestehend aus Kapitän, Erstem Offizier und Flugingenieur in der Maschine Platz genommen. Der 60-jährige Flugkapitän, der auf dem Flug der Pilot Flying war, verfügte über 13.192 Stunden Flugerfahrung, von denen er rund 4.000 im Cockpit der Boeing 707 absolviert hatte.

## Wetter
Am Unfalltag herrschte über dem Pinal Airpark Sonnenwetter bei Windstille mit vereinzelten Wolken in 7000 ft (ca. 2134 m) Höhe. Die Sichtweite betrug 40 mi (ca. 64 km).

## Flugplan

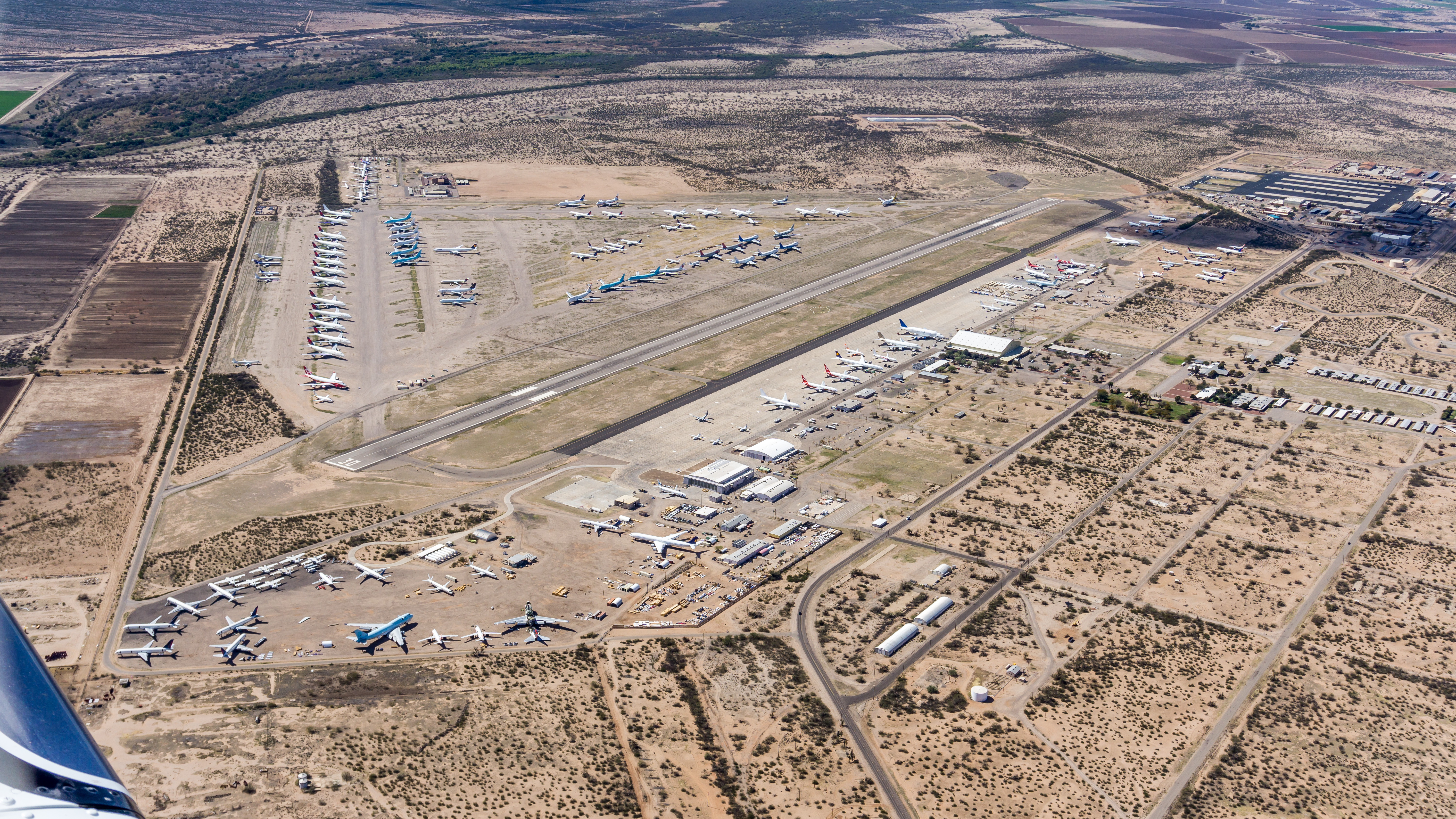
Luftansicht des Pinal Airpark

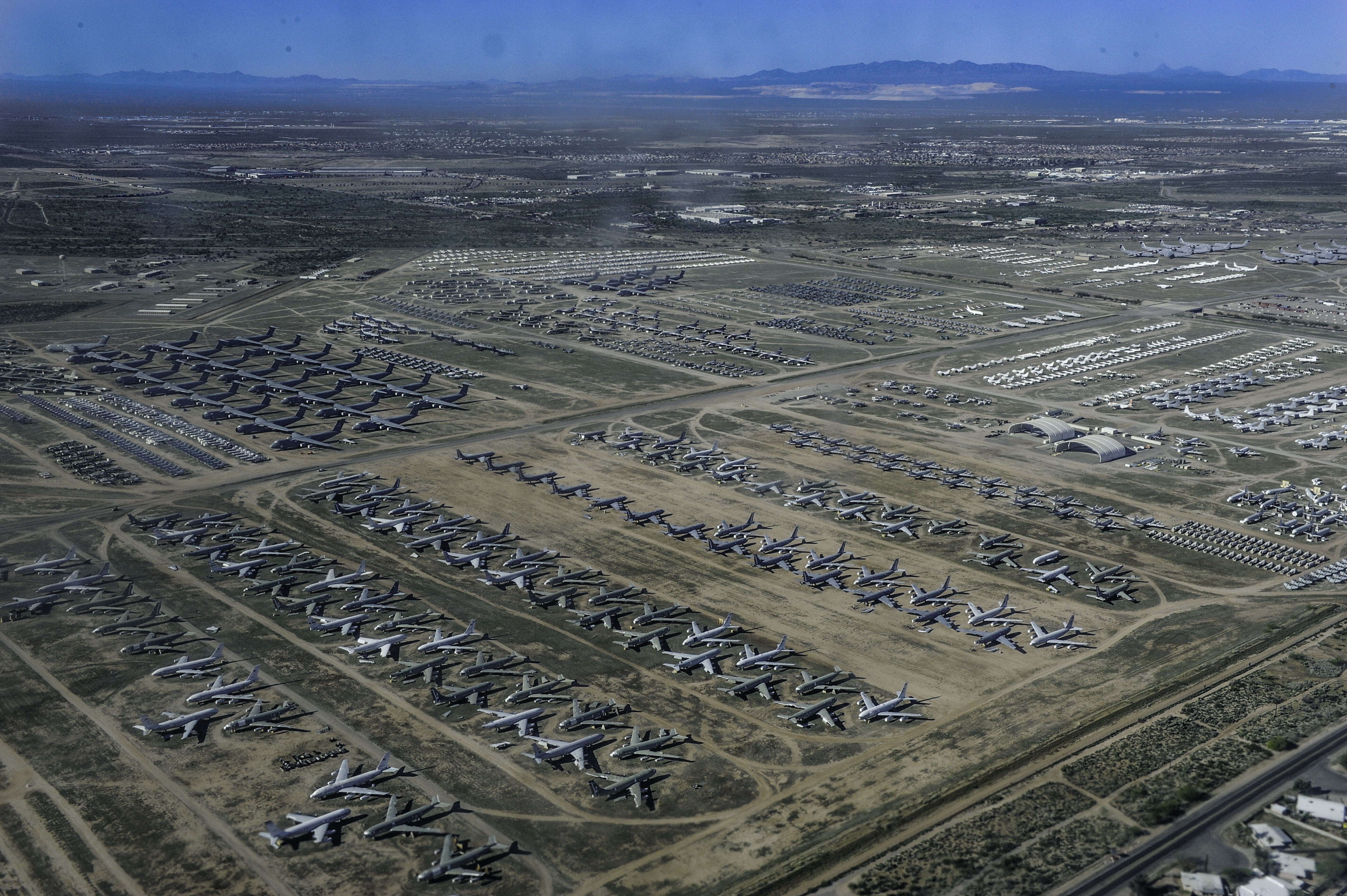
Luftbild des Geländes der 309th Aerospace Maintenance and Regeneration Group

Vor dem Unfall war die Maschine am  Pinal Airpark abgestellt, einem Flughafen in der Wüste von Arizona, zu dem ein Aussonderungsplatz für ausgediente Verkehrsflugzeuge gehört und auf dem auch Maschinen ausgeschlachtet werden. Die ausgesonderte Passagiermaschine war im gleichen Monat von der Omega Air Inc. gekauft worden und sollte zur Davis-Monthan Air Force Base geflogen werden, um dort durch die 309th Aerospace Maintenance and Regeneration Group zerlegt zu werden. Die so gewonnenen Ersatzteile sollten für die Wartung von Maschinen wie die Boeing KC-135, Boeing C-135, Northrop Grumman E-8 Joint STARS oder die Boeing E-3 Sentry verwendet werden. Da die beiden Standorte nur rund 50 Meilen (ca. 80 Kilometer) Luftlinie voneinander entfernt liegen, war nur ein kurzer Überführungsflug von rund 10 Minuten Dauer nach Sichtflugregeln und weit unterhalb der üblichen Reiseflughöhe vorgesehen.

## Unfallhergang

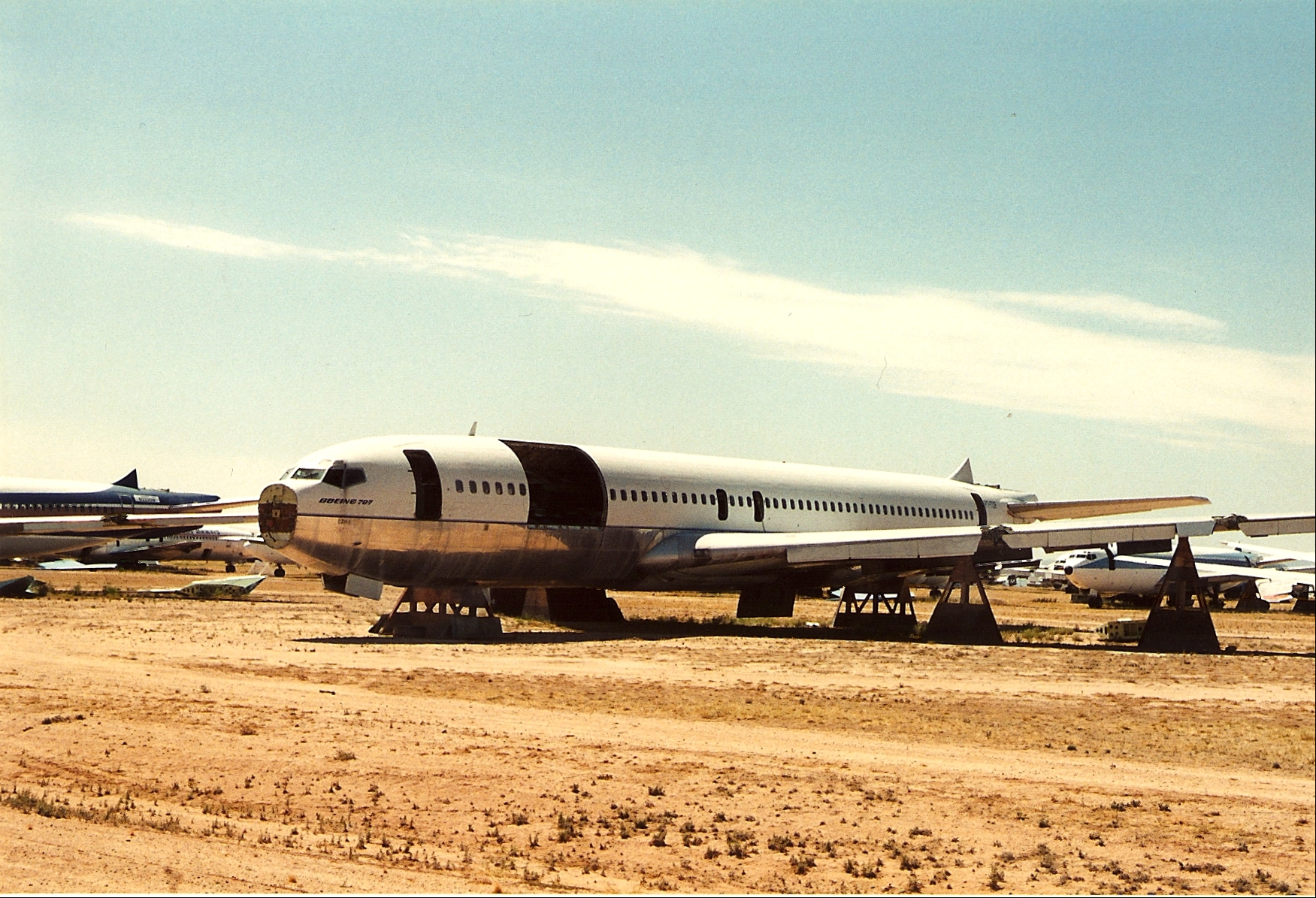
Teilzerlegte Boeing 707 auf der Davis-Monthan AFB, wofür auch die verunglückte Maschine vorgesehen war

Beim Start von Bahn 12 kurz nach dem Abheben rollte die Maschine nach rechts, da das Seitenruder falsch eingestellt war. Das Flugzeug ging zu Boden und drehte sich um seine eigene Achse, wobei der Rumpf auseinanderbrach. Der Flugkapitän kam dabei ums Leben.

## Unfallursache
Die Unfalluntersuchung kam zu dem Schluss, dass der Kapitän die Checkliste vermutlich aus dem Stegreif abgearbeitet und dabei eine falsche Seitenrudertrimmung übersehen hatte. Zudem war die Maschine im Grunde in einem nicht mehr lufttüchtigen Zustand übergeben worden: Das Cockpit war teilzerlegt: Etwa 50 Anzeigen und Schalter, die vertraglich anderen Verwertungsunternehmen zustanden, waren bereits ausgebaut worden. Als Anzeigen standen lediglich zwei Geschwindigkeitsanzeigen, ein Höhenmesser und ein künstlicher Horizont zur Verfügung. Der Kompass fehlte ebenso wie ein Teil der Checklisten. Die Anzeigen für den Triebwerksschub (gemessen als Engine Pressure Ratio, EPR) waren nur provisorisch befestigt.
In ihrem Abschlussbericht gab die NTSB einerseits dem Piloten die Verantwortung für den Unfall, da dieser keine Checkliste verwendet hatte, aber auch in jüngerer Zeit wenig Flugerfahrung mit diesem Flugzeugtyp gesammelt hatte. Außerdem kritisierte die NTSB auch die Inbetriebnahme eines offensichtlich nicht lufttüchtigen Flugzeugs sowie eine unzureichende Überwachung des Vorgangs durch die Federal Aviation Administration, zumal die Maschinen mit einer Sondergenehmigung betrieben wurden.